# Sh2-260
Sh2-260 est une nébuleuse en émission visible dans la constellation d'Orion.
Elle est située dans la partie nord de la constellation, à la frontière avec le Taureau. Elle peut être identifiée à environ 1 ° à l'est de l'étoile π4 Orionis, qui fait partie de l'astérisme du Bouclier d'Orion. Sa déclinaison n'est pas particulièrement septentrionale, ce qui signifie qu'il peut être facilement observé depuis les deux hémisphères célestes, bien que les observateurs de l'hémisphère nord soient légèrement plus avantagés. La période pendant laquelle elle atteint la plus haute altitude de l'horizon se situe entre les mois d'octobre et de février.
C'est une nébuleuse d'apparence filamenteuse et extrêmement faible, à tel point qu'il faut des instruments sensibles à la longueur d'onde infrarouge pour pouvoir l'imager. Elle présente une couleur nettement rouge et est située vers la partie sud du Nuage moléculaire 1 du Taureau dont elle pourrait faire partie. Si la nébuleuse est physiquement connectée au nuage du Taureau, sa distance est d'environ 140 pc (∼457 al). À une distance de 150 pc se trouve également à proximité HD 31411, une étoile blanche de la séquence principale de classe spectrale A0V située sur le bord sud-est du nuage.